# Jozef Barmoš
Jozef Barmoš (Nagysurány,  1954. augusztus 28. –) Európa-bajnok csehszlovák válogatott szlovák labdarúgó, hátvéd, edző.

## Pályafutása

### Klubcsapatban
A zsitvabesenyői Družstevník Bešeňov csapatában kezdte a labdarúgást. 1970 és 1985 között egy idényt kivéve az Inter Bratislava játékosa volt. Az 1978–79-es idényben a Dukla Praha csapatában szerepelt.

### A válogatottban
1977 és 1982 között 52 alkalommal szerepelt a csehszlovák válogatottban. Tagja volt az 1976-os Európa-bajnok és az 1980-as Európa-bajnoki bronzérmes csapatnak. Részt vett az 1982-es spanyolországi világbajnokságon.

### Edzőként
1995 és 1998 között a szlovák válogatottnál volt segédedző. 1997–98-ban a szlovák U21-es csapat szövetségi kapitányaként is tevékenykedett. 1999–2000-ben az MŠK Žilina, 2004–05-ben az Inter Bratislava vezetőedzője volt. 2006 és 2009 között ismét szlovák korosztályos válogatottak szakmai munkáját irányította. 2006–07-ben az U20-as, 2007-09-ben az U21-es csapat vezetője volt. 2009 óta ismét az Inter Bratislava vezetőedzője.

## Sikerei, díjai
Csehszlovákia
- Európa-bajnokság
  - aranyérmes: 1976, Jugoszlávia
  - bronzérmes: 1980, Olaszország

 Dukla Praha
- Csehszlovák bajnokság
  - bajnok: 1978–79